# ディディエ・ピローニ
ディディエ・ジョゼフ＝ルイ・ピローニ（Didier Joseph-Louis Pironi 、1952年3月26日 - 1987年8月23日）は、フランスのレーシングドライバー。1978年から1982年までF1ドライバーとして活動した。

## プロフィール
ヴァル＝ド＝マルヌ県のヴィルクレーヌに生まれる。イタリア系フランス人。裕福な家庭に育ち、学生時代は成績優秀かつスポーツ万能であった。実家の建設業を継ぐことを期待されたが、異母兄のレーサーのジョゼ・ドレムの影響を受けてモータースポーツの世界に進む。フランスの石油企業エルフのバックアップを受けてフォーミュラ・ルノーに参戦し、フランス選手権、ヨーロッパ選手権を制覇する。
1977年にはヨーロッパF2選手権に参戦（シリーズ3位）。また、スポット参戦したモナコグランプリの前座F3で優勝する。この活躍とエルフの推挙により、1978年にティレルからF1デビューすることが決まった。
F1以外では1978年のル・マン24時間レースにおいて、ジャン＝ピエール・ジョッソーとのコンビでルノー・アルピーヌ A442B（英語版）を駆り、ルノー悲願のル・マン初優勝を達成している。また、1977年から1978年にかけては、日本でJAF鈴鹿グランプリや富士GCにスポット参戦。なかでも1977年11月6日のJAF鈴鹿グランプリには3年落ちのマーチ・742シャシーでの参戦のため予選では9番手であったが、雨となった決勝レースではスタートから5周の間に中嶋悟、桑島正美、星野一義をごぼう抜き。使い古しであったBMWエンジンの冷却ホースが痛んだためリタイアする28周目までトップを独走し続ける速さを見せ、リカルド・パトレーゼやケケ・ロズベルグも参戦する中で主役級の話題をさらった。

### ティレル時代
1978年
第2戦ブラジルグランプリで6位に入り、デビュー早々にF1初入賞を達成。これを含め計5回（5位2回・6位3回）の入賞で7ポイントを獲得（ランキング15位）、新人らしからぬコンスタントな走りを見せた。ポイントでは円熟期のチームメイト、パトリック・デパイユ（34ポイントを獲得）に差をつけられた。
1979年
第2戦ブラジルグランプリで4位、第5戦スペイングランプリで6位に入った後、第6戦ベルギーグランプリにて3位初表彰台を記録。しかしマシンの戦闘力不足から、チームメイトのジャン＝ピエール・ジャリエ共々苦戦し、シーズン中盤以降は久しく入賞から遠ざかることとなった。第14戦カナダグランプリで5位、最終戦アメリカ東グランプリで3位に入り表彰台を獲得するなど、前年度の成績を上回った（ランキング7位）。リジェからオファーが届きこの年限りでティレルチームを離脱。

### リジェ時代
1980年
フランスに本拠を置くリジェに移籍。前年からの改良が加えられたJS11/15は競争力があり、開幕から予選・決勝ともに好成績を残し、第5戦ベルギーグランプリでは予選2位からF1初優勝を挙げる。また第6戦モナコグランプリでは初PP、第8戦イギリスグランプリでは初FLを獲得と飛躍のシーズンとなり、フェラーリなどトップチームからも注視される存在となった。
8度の入賞（うち初優勝をはじめ表彰台5回）・2PP・2FLを記録し、コンスタントな走りでランキング5位を獲得。エースのジャック・ラフィーと遜色ない成績を挙げた。

### フェラーリ時代
1981年
引退したジョディー・シェクターの後釜としてフェラーリに在籍することになり、既にF1界のアイドルとしての地位を固めていたジル・ヴィルヌーヴと組むことになる。ターボマシンの熟成不足に苦しみ、入賞が4位1回・5位3回と表彰台すら無い不本意な成績に終わった（ランキング13位）。
またヴィルヌーヴに対しては、獲得ポイント・予選成績共に大きく差をつけられている（ヴィルヌーヴは予選で1PP・決勝で2勝を記録するなど、ランキング7位となっている）。ただし、シーズン前半は予選で8戦中1度しか先行できなかったのに対し、シーズン後半は7戦中4度先行しており、徐々に互角の戦いを見せるようになっていった。
1982年

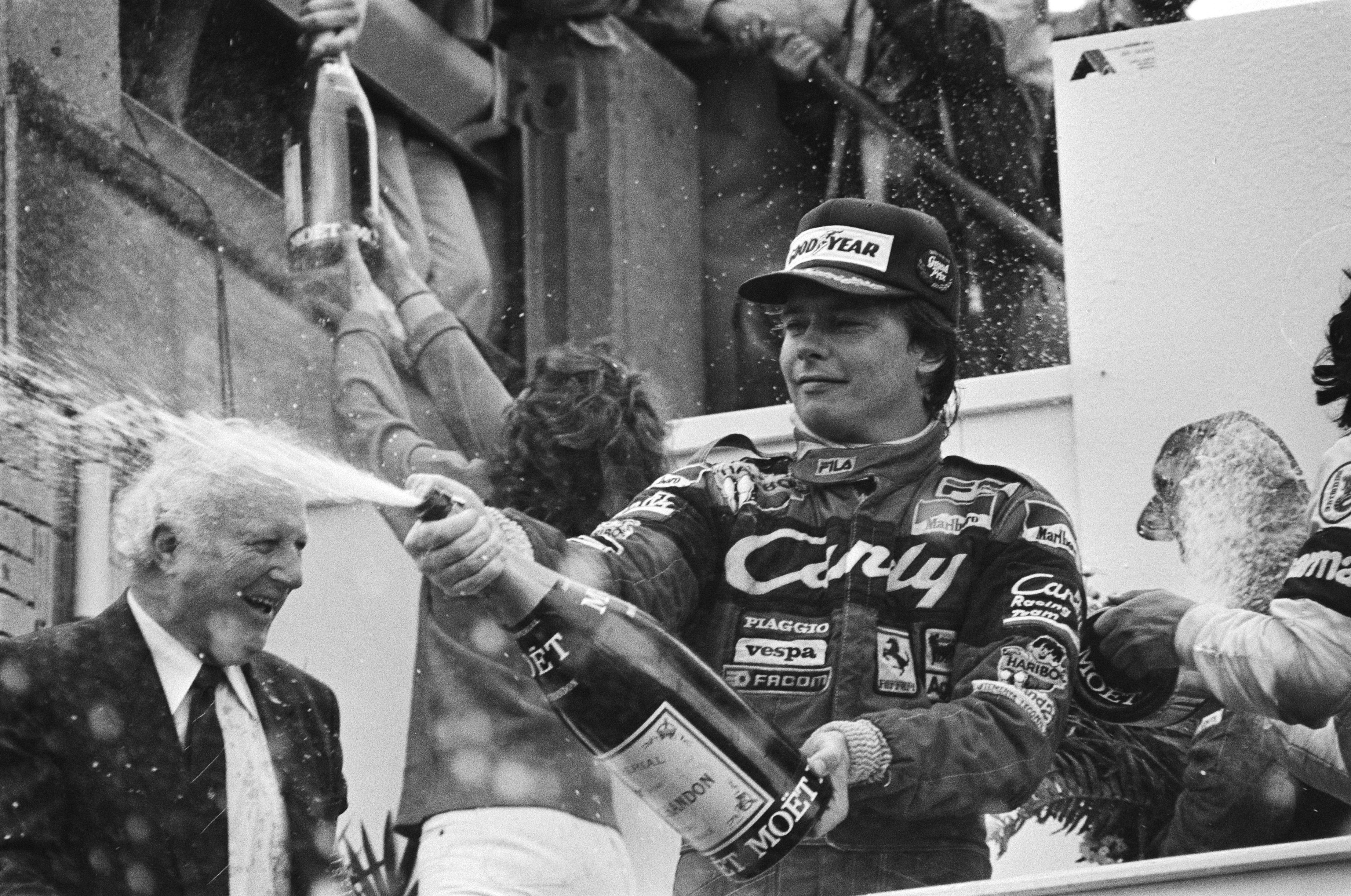
1982年オランダGPで優勝したピローニ

フェラーリのニューマシン・126C2は戦闘力が大幅に上昇しており、第4戦サンマリノグランプリではフェラーリに移籍後初勝利を挙げる。その後は混迷のシーズン（後述）において、第6戦モナコグランプリから6戦中5戦で表彰台を記録し、うち第9戦オランダグランプリでシーズン2勝目を記録。確実にポイントを伸ばし、第11戦フランスグランプリ終了時点では、9ポイント差でランキングトップにいた。
しかし、第12戦ドイツグランプリ（ホッケンハイムリンク）での土曜午前フリープラクティス中、どしゃ降りの雨で視界不良のコンディションだった中、およそ170マイル（時速273km/h）というハイスピードで前走車のタイヤに乗り上げ宙を舞う大クラッシュを喫して両足複雑骨折の重傷を負い、残る全レースの欠場を余儀なくされた。事故現場にいた者の目撃証言では飛行機事故の現場のようだったとされ、ピローニが命を取り留めていることが不可能と思うしかない現場だったという。最終的にケケ・ロズベルグにポイントを逆転されてランキング2位に終わり、ワールドチャンピオンを獲得出来なかった。

### F1以後
引き続き入院していた1982年の暮れ、病院にエンツォ・フェラーリからピローニ宛の荷物が届き「Didier Pironi 真の1982年F1ワールド・チャンピオン」と刻まれた精巧な跳ね馬のトロフィーが届けられた。ピローニはそれを自分の持ち物で最も大切なものだととても大切にした。ピローニとの会話の中でエンツォは「君が戻って来た時には君のためのクルマを必ず用意しておくとも言ってくれた」という。
その後必死にリハビリを重ねたピローニは、事故から丸1年経った1983年のホッケンハイムに自分で乗用車を運転して現れた。歩くにはまだ両腕に杖を必要としていたものの回復した姿を見せた。
1986年、リジェとAGSのマシンをテストで走らせるなど、F1への復帰を望んでおり、いくつかのチームとは頻繁にコンタクトをとっていた。4月にはル・マン24時間レースでレーサーとして復帰するためブルン・チームと交渉していると報じられた。1987年のパワーボート事故の発生する前週にも、ローラシャシーで参戦しているラルースチーム代表のジェラール・ラルースと翌1988年に向けF1復帰の交渉をしていた。
1987年、水上のパワーボートレースに転身し世界選手権に出て活躍、8月のノルウェー大会でパワーボート初優勝を挙げるなど、本気でレギュラーシートを狙っていたという。しかし、8月23日のサウサンプトン沖ワイト島近郊で行われたパワーボートの世界選手権中、愛艇である「COLIBRI号」（ランボルギーニ製V12エンジンをツイン搭載、1,500馬力のレーシングパワーボート）が高速で海上で回転し、転覆。同乗していたクルー2名と共に他界した。35歳。
ピローニはカンヌのグリモー墓地に埋葬された。ピローニの死後に生まれた双子の子供には、双子の母親のカトリーヌ・グーにより「ジル」と「ディディエ」と、2人のファーストネームがつけられた。現在息子のジル・ピローニはメルセデスAMG F1のエンジニアとしてF1の一員となり、2020年イギリスグランプリでは優勝したルイス・ハミルトンと共に表彰台に立ち、コンストラクターズ・トロフィーを受け取った。

## 1982年の悲劇
前兆・サンマリノグランプリ
1982年のF1シーズンは、それまで続いていた国際自動車スポーツ連盟（FISA、後に国際自動車連盟に吸収）とフォーミュラ・ワン・コンストラクターズ・アソシエーション（FOCA）の対立という運営の混乱もあり、シーズンは開幕当初から荒れていた。第2戦ブラジルグランプリでは重量規定違反により1、2位が失格。これを不服としたFOCA系チームが第4戦サンマリノグランプリをボイコットし、14台のみの出走となった。
決勝は、ルノーのルネ・アルヌーとフェラーリ勢が抜け出す展開となり、後続に大差をつけ激しいバトルが展開されたが、アルヌーは45周目にエンジントラブルでリタイヤ。以後はフェラーリ陣営の1-2体制となったため、同士討ちやガス欠を防ぐ意味で、チームは「SLOW」のピットサインを提示した。
これを「先行する自分に優勝の権利がある」と考えたヴィルヌーヴに対し、ピローニは「燃費に気を付けていればヴィルヌーヴと競り合っていい」と解釈。結果として2人のバトルは続き（ヴィルヌーヴは、観客を楽しませる余興と考えていたと言われる）、最終ラップにピローニがヴィルヌーヴを交わして優勝した。「ピローニがチームオーダーを無視した」と捉えたヴィルヌーヴは激怒し、両者の関係は極度に悪化した。
連鎖する悲劇
サンマリノグランプリの2週間後、ゾルダー・サーキットで第5戦ベルギーグランプリが行われた。いまだピローニへの怒りが収まっていなかったヴィルヌーヴは、予選2日目の終了直前、自らのタイムをピローニに破られたと聞くや否やタイムアタックを開始した。しかしピローニのタイムを上回れずアタックを続けた結果、スロー走行中のヨッヘン・マスに追突、シートもろともマシンから脱落し、地面に叩き付けられて死亡した。フェラーリチームは喪に服し、決勝レースへの出走を取りやめた。
その後、ピローニは第8戦カナダグランプリでPPを獲得したが、決勝スタート時にエンジンストールを起こし立ち往生、そこに後続のリカルド・パレッティが激しく追突した。ピローニはほとんど無傷だったが、激突の衝撃とマシン炎上によりパレッティが死亡した。サーキットは、1ヶ月ほど前に事故死した地元の英雄の名を取って「イル・ノートル・ダム・サーキット」から、「ジル・ヴィルヌーヴ・サーキット」と改称されたばかりだった。
雨中の大事故
ホッケンハイムで行われた第12戦ドイツグランプリでは、ピローニ自身が大事故に遭遇する。豪雨の中行われた土曜午前のフリー走行中、スタジアムセクションに向かう直線区間でルノーのアラン・プロストの前をウィリアムズのデレック・デイリーが走っていた。スロー走行中のデイリーは後方を確認し、プロストにレコードラインを譲った。水煙により前方視界が悪い中、その後方から接近してきたピローニはプロストの存在に気づかず、デイリーが自分にラインを譲ってくれたと思った。デイリーをパスしたピローニの前に突然プロストのマシンがあらわれ、避ける間もなく右後輪に乗り上げて宙を舞い、プロストの上を飛び越えて地面に叩きつけられ、衝撃でマシン前部が大破した。事故の形態は、ゾルダーでのヴィルヌーヴとほぼ同様だった。
救急隊が現場に着いた際、ピローニは一命を取り留めていたが変形した車体前部に押しつぶされ、両脚に複雑骨折の重傷を負っていた。ピローニは意識を失わなかったため、いつ炎上するか分からない状態でマシンに閉じこめられる恐怖を味わった上、救急隊員の「足を切断しないと助け出せないのでは」といった緊迫した会話を全て聞くことになってしまった。ピローニは金曜日の予選1回目のタイムによりPPを獲得したが、決勝はDNS（不出走）となり、結果的にこの怪我でF1キャリアを絶たれることになった。
プロストは不可抗力とはいえ親友ピローニの悲劇に立ち会ってしまったことで、事故のリスクについて慎重に考えるようになった。のちに自身のレース観において「1982年が転機になった」と語っている。また事故現場のピローニの惨状を見たネルソン・ピケはその状況のひどさにショックを受け、しばらく誰とも話さなかったという。
前日の予選タイムによってポールポジションもほぼ手中にあったピローニが雨の中なぜ飛ばしていたのか疑問を呈するジャーナリストもいた。当時ドライバーズポイントで断然トップであったにもかかわらず、ヴィルヌーヴとの件もありマスコミから批判されがちだったピローニには大きなプレッシャーとストレスがかかり、雨でも常に速いことをアピールしたかったのではという説もある。

## レース戦績

### ヨーロッパ・フォーミュラ2選手権
| 年     | チーム                     | シャシー         | エンジン | 1       | 2       | 3       | 4     | 5     | 6     | 7       | 8     | 9       | 10    | 11    | 12    | 13    | 順位 | ポイント |
| ------ | -------------------------- | ---------------- | -------- | ------- | ------- | ------- | ----- | ----- | ----- | ------- | ----- | ------- | ----- | ----- | ----- | ----- | ---- | -------- |
| 1977年 | エキュリー・ルノー・エルフ | マルティニ・MK22 | ルノー   | SIL Ret | THR Ret | HOC Ret | NÜR 4 | VLL 2 | PAU 2 | MUG Ret | ROU 3 | NOG Ret | PER 4 | MIS 5 | EST 1 | DON 3 | 3位  | 38       |

### フォーミュラ1
| 年     | 所属チーム | シャシー | 1       | 2       | 3       | 4       | 5       | 6       | 7       | 8       | 9       | 10      | 11      | 12      | 13      | 14      | 15     | 16    | WDC  | ポイント |
| ------ | ---------- | -------- | ------- | ------- | ------- | ------- | ------- | ------- | ------- | ------- | ------- | ------- | ------- | ------- | ------- | ------- | ------ | ----- | ---- | -------- |
| 1978年 | ティレル   | 008      | ARG 14  | BRA 6   | RSA 6   | USW Ret | MON 5   | BEL 6   | ESP 12  | SWE Ret | FRA 10  | GBR Ret | GER 5   | AUT Ret | NED Ret | ITA Ret | USA 10 | CAN 7 | 15位 | 7        |
| 1979年 | ティレル   | 009      | ARG Ret | BRA 4   | RSA Ret | USW DSQ | ESP 6   | BEL 3   | MON Ret | FRA Ret | GBR 10  | GER 9   | AUT 7   | NED Ret | ITA 10  | CAN 5   | USA 3  |       | 10位 | 14       |
| 1980年 | リジェ     | JS11/15  | ARG Ret | BRA 4   | RSA 3   | USW 6   | BEL 1   | MON Ret | FRA 2   | GBR Ret | GER Ret | AUT Ret | NED Ret | ITA 6   | CAN 3   | USA 3   |        |       | 5位  | 32       |
| 1981年 | フェラーリ | 126CK    | USW Ret | BRA Ret | ARG Ret | SMR 5   | BEL 8   | MON 4   | ESP 15  | FRA 5   | GBR Ret | GER Ret | AUT 9   | NED Ret | ITA 5   | CAN Ret | CPL 9  |       | 13位 | 9        |
| 1982年 | フェラーリ | 126C2    | RSA 18  | BRA 6   | USW Ret | SMR 1   | BEL DNS | MON 2   | DET 3   | CAN 9   | NED 1   | GBR 2   | FRA 3   | GER DNS | AUT     | SUI     | ITA    | CPL   | 2位  | 39       |

- 太字はポールポジション、斜字はファステストラップ。(key)

### ル・マン24時間レース
| 年     | チーム                    | コ・ドライバー                               | 使用車両                  | クラス | 周回 | 総合順位 | クラス順位 |
| ------ | ------------------------- | -------------------------------------------- | ------------------------- | ------ | ---- | -------- | ---------- |
| 1976年 | クレマー・レーシング      | ボブ・ウォレク マリー=クロード・シャルマソン | ポルシェ・934             | GT     | 270  | 19位     | 4位        |
| 1977年 | J. アラン デ ショーナック | ルネ・アルヌー ギ・フレクラン                | ルノー・アルピーヌ・A442  | S +2.0 | 0    | DNF      | DNF        |
| 1978年 | ルノー・スポール          | ジャン＝ピエール・ジョッソー                 | ルノー・アルピーヌ・A442B | S 3.0  | 369  | 1位      | 1位        |
| 1980年 | BMW フランス              | ディーター・クエスター マーセル・ミニョー    | BMW・M1                   | IMSA   | 293  | 14位     | 3位        |

### 全日本F2選手権
| 年     | チーム                   | シャーシ       | エンジン | 車番 | 1   | 2   | 3   | 4   | 5   | 6   | 7       | 8      | 順位 | ポイント |
| ------ | ------------------------ | -------------- | -------- | ---- | --- | --- | --- | --- | --- | --- | ------- | ------ | ---- | -------- |
| 1977年 | GPAマルティニ            | マーチ・742    | BMW      | 33   | SUZ | SUZ | NIS | SUZ | FSW | FSW | SUZ     | SUZ 13 | -    | -        |
| 1978年 | スピードスターレーシング | コジマ・KE008  | BMW・M12 | 7    | SUZ | FSW | SUZ | SUZ | SUZ | NIS | SUZ Ret |        | -    | -        |
| 1979年 | コジマエンジニアリング   | コジマ・KP011P | BMW・M12 | 10   | SUZ |     |     |     | SUZ | SUZ | SUZ Ret |        | -    | -        |

### BMW・M1・プロカー・チャンピオンシップ
| 年     | チーム                | 1      | 2       | 3     | 4       | 5     | 6     | 7       | 8   | 9       | 順位 | ポイント |
| ------ | --------------------- | ------ | ------- | ----- | ------- | ----- | ----- | ------- | --- | ------- | ---- | -------- |
| 1979年 | BMW・モータースポーツ | ZOL    | MCO     | DIJ 3 | SIL     | HOC 4 | ÖST 3 | ZAN     | MNZ |         | 8位  | 34       |
| 1980年 | BMW・モータースポーツ | DON 15 | AVU Ret | MCO 9 | NOR Ret | BRH 3 | HOC 1 | ÖST DNS | ZAN | IMO Ret | 10位 | 34       |

- 太字はポールポジション、斜字はファステストラップ。(key)